# Savez za Hrvatsku
 Ovo je glavno značenje pojma Savez za Hrvatsku. Za Savez za Hrvatsku iz 2014. pogledajte Savez za Hrvatsku (2014.).
Savez za Hrvatsku, bila je koalicija političkih stranaka sklopljena za izbore za Hrvatski sabor 4. prosinca 2011. godine.

## Povijest
Koalicija Savez za Hrvatsku nastala je u listopadu 2011. godine, a činile su ju stranke Jedino Hrvatska – Pokret za Hrvatsku, Akcija za bolju Hrvatsku i Hrvatska demokršćanska stranka, kao i istaknuti pojedinci (npr. Josip Jurčević). Nudila je alternativu pristupanju Hrvatske Europskoj uniji, koju je smatrala pogubnom za Hrvatsku, njezinu suverenost i samostalnost, te je nastupila protiv ulaska Hrvatske u Europsku uniju na referendumu o ulasku Hrvatske u EU.

## Izbori za Hrvatski sabor 2011.
Koalicija se za izbore za Hrvatski sabor 2011. godine nije uspjela registrirati pod svojim imenom, već je izašla na izbore samo s nazivima stranaka. K tomu su se u II. izbornoj jedinici stranke međusobno pobijale, dok se u VI. izbornoj jedinici uopće nisu kandidirale. Nositelji izbornih lista bili su Milovan Šibl (I. izborna jedinica), general Željko Sačić (II., III., VII. i VIII. izborna jedinica), Marijan Škarić (IV. izborna jedinica), dr. Josip Jurčević (V., IX. i X. izborna jedinica) te Marjan Bošnjak (XI. izborna jedinica). Koalicija nije uspjela prijeći izborni prag. 

## Vanjske poveznice
- Maja Pejković-Kaćanski/VLM, Predstavljen program Saveza za Hrvatsku, Večernji list, 3. studenoga 2011.